# (16035) Sasandford
(16035) Sasandford (1999 FX32) – planetoida z pasa głównego asteroid okrążająca Słońce w ciągu 4,65 lat w średniej odległości 2,79 j.a. Odkryta 24 marca 1999 roku.